# Astyanax fasciatus
Astyanax fasciatus (Cuvier, 1819) è un piccolo pesce d'acqua dolce appartenente alla famiglia Characidae.

## Descrizione
Presenta un corpo allungato, piuttosto compresso ai fianchi, con dorso e ventre dal profilo convesso; le pinne sono allungate, di forma triangolare. La livrea è semplice, con un colore di fondo argenteo dai riflessi azzurri, più olivastro sul dorso. Dalla pinna caudale rosso-arancio si origina una linea nera che arriva al peduncolo caudale, che qui si sfuma nel trasparente. Le altre pinne sono arancioni, la pinna dorsale tende al grigio fumo.

Raggiunge una lunghezza massima di 16,8 cm.

## Biologia

### Riproduzione
La fecondazione è esterna, le uova fecondate cadono verso il fondo, inserendosi in anfratti o rotolando sul substrato, evitando di essere predate da altri animali o dagli stessi genitori.

### Alimentazione
Ha dieta onnivora: si nutre di fitoplancton (diatomee), zooplancton (copepodi, cladoceri), alghe, detriti, piccoli pesci, crostacei, insetti (coleotteri, collemboli, ditteri e imenotteri), vermi.

### Predatori
È preda abituale del pipistrello Noctilio leporinus.

## Distribuzione e habitat
Questo pesce è diffuso nelle acque dolci di America Centrale e Meridionale, dal Messico all'Argentina, dove abita fiumi e torrenti con acque lente, spesso con superficie ricoperta da lenticchia d'acqua.

## Tassonomia
Sono stati riportati 29 sinonimi:
- Astianax fasciatus (Cuvier, 1819)
- Astyanax aeneus (non Günther, 1860)
- Astyanax aeneus costaricensis Meek, 1914
- Astyanax albeolus Eigenmann, 1908
- Astyanax carolinae Gill, 1870
- Astyanax fasciatus altior (non Hubbs, 1936)
- Astyanax fasciatus fasciatus (Cuvier, 1819)
- Astyanax fasciatus orteguasae Fowler, 1943
- Astyanax grandis Meek & Hildebrand, 1912
- Astyanax hanstroemi Dahl, 1943
- Astyanax heterurus Eigenmann & Wilson, 1914
- Astyanax regani Meek, 1909
- Chalceus fasciatus Cuvier, 1819
- Salmo lambari Natterer, 1859
- Tetragonopterus aeneus (non Günther, 1860)
- Tetragonopterus belizianus Bocourt, 1868
- Tetragonopterus cobanensis Bocourt, 1868
- Tetragonopterus cuvieri Lütken, 1875
- Tetragonopterus finitimus Bocourt, 1868
- Tetragonopterus humilis Günther, 1864
- Tetragonopterus macrophthalmus Regan, 1908
- Tetragonopterus microphthalmus Günther, 1864
- Tetragonopterus oaxacanensis Bocourt, 1868
- Tetragonopterus oerstedii Lütken, 1875
- Tetragonopterus orstedii Lütken, 1875
- Tetragonopterus panamensis Günther, 1864
- Tetragonopterus rutilus Jenyns, 1842
- Tetragonopterus rutilus jequitinhonhae Steindachner, 1877
- Tetragonopterus viejita Valenciennes, 1850

## Pesca
Commestibile, A. fasciatus è a volte pescato per l'alimentazione umana, sebbene le sue carni siano eccessivamente liscose.

## Acquariofilia
Specie non diffusa in commercio, può essere allevata comunque in acquario.